# Schlosskirche (Königsberg)
La Schlosskirche (letteralmente: "chiesa palatina") era la chiesa palatina del Palazzo Reale di Königsberg, nel centro dell'omonima città nella Prussia orientale (l'attuale Kaliningrad, in Russia). È stata demolita dalle autorità sovietiche insieme al resto del castello nel 1968.

## Storia

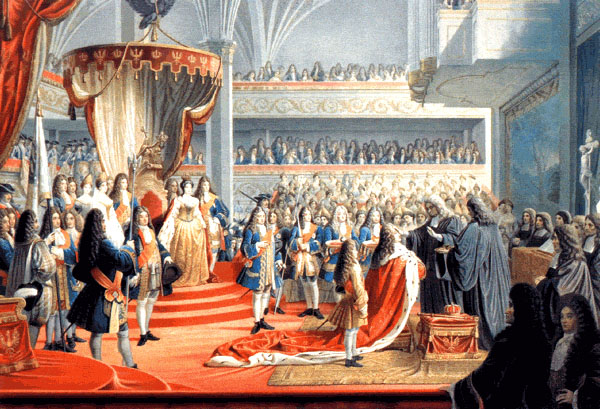
Unzione di re Federico I

La costruzione di una prima cappella palatina luterana nell'ala ovest del castello iniziò nel 1584 sotto la direzione dell'architetto Blasius Berwart di Stoccarda. Posta al piano nobile del castello, la cappella era contraddistinta dalla presenza di una sola navata ed appariva voltata in legno stuccato con influenze stilistiche fiamminghe. La grandiosa Moskowitersaal occupava tutto il piano superiore alla chiesa. Nel 1594 la chiesa venne dedicata da Sebastian Artomedes, pastore della Cattedrale di Königsberg. Le prime modifiche alla struttura, ad ogni modo, si ebbero già tra il 1602 ed il 1608 quando la copertura originaria in legno venne sostituita e rinforzata con delle volte stellate a costoloni e colonne in granito ad opera di Hans Wißmar e Timotheus Just, maestri ingegneri originari di Elbing. Al termine delle ristrutturazioni la cappella aveva ora due navate. Il primo sermone calvinista si tenne qui nel 1641.

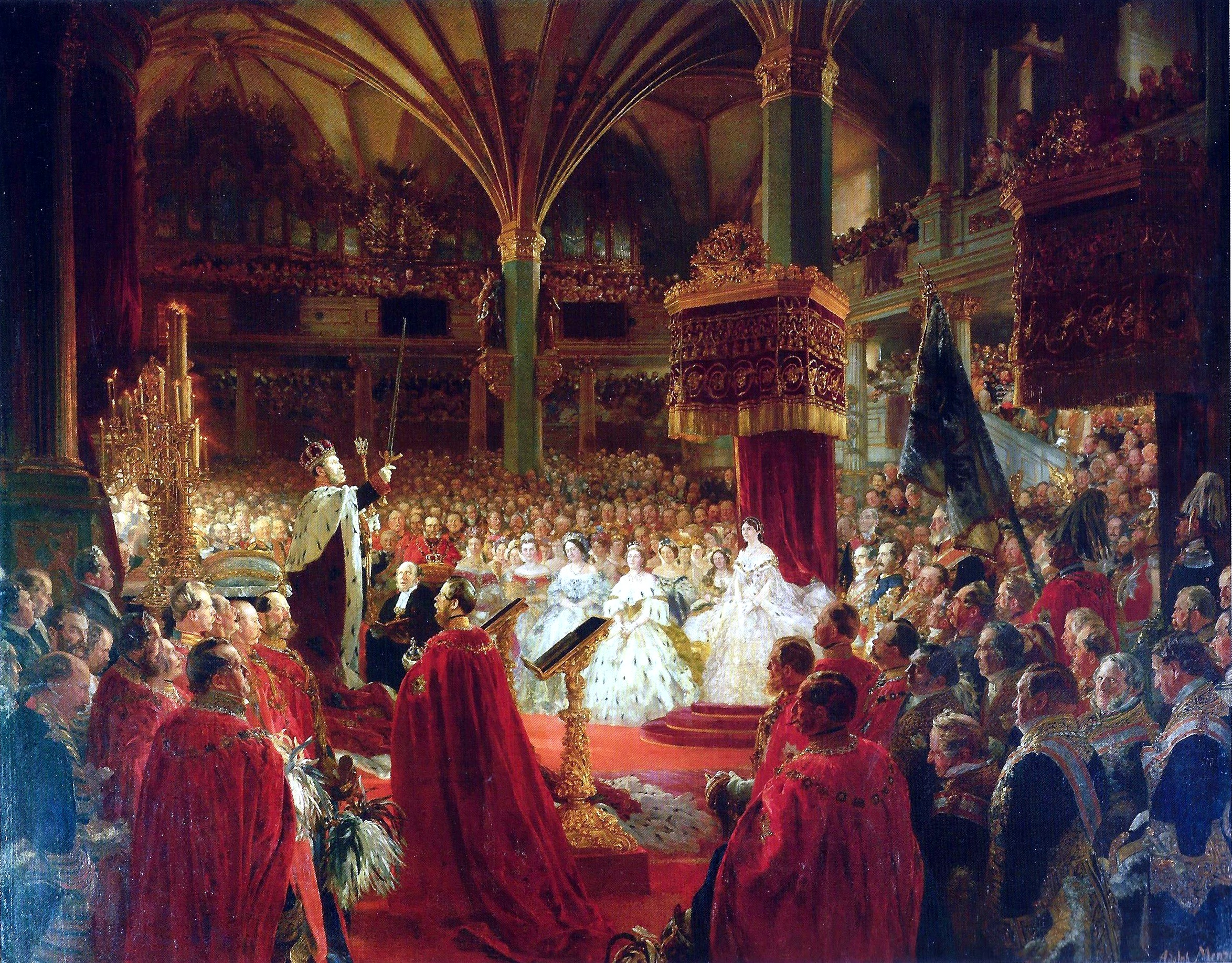
L'incoronazione di re Guglielmo I, dipinto di Adolph Menzel

Il 17 gennaio 1701, l'elettore Federico III fondò in questo luogo l'Ordine dell'Aquila Nera. Il giorno successivo, sempre in questa chiesa, si autoincoronò Federico I, re di Prussia e qui venne unto come da tradizione per i monarchi. Per l'occasione la chiesa venne rivestita d'oro e tessuti damascati rossi con due troni posti prima dell'altare. Benjamin Ursinus rappresentava nell'occasione il clero calvinista mentre Bernhard von Sanden quello luterano. Circa 4000 furono le persone che presero parte alla cerimonia. Tra il 1705 ed il 1710, Joachim Ludwig Schultheiß von Unfriedt decorò la chiesa la creazione di un matroneo, un palco reale e la realizzazione di un nuovo altare maggiore.
Il funerale della regina Luisa di Prussia si tenne in questa chiesa l'11 settembre 1810: per l'occasione il sindaco August Wilhelm Heidemann tenne un elogio della defunta e vennero suonati il Requiem di Mozart ed il Messiah di Handel, con l'uso di 2500 candele. Dal 1816 la chiesa accolse anche la messa quotidiana delle guardie d'istanza al castello.
|
Il 18 ottobre 1861 Guglielmo I si incoronò in questa chiesa, primo re prussiano a compiere questo gesto dall'epoca di Federico I. Per l'occasione Giacomo Meyerbeer compose una marcia d'incoronazione apposita che venne eseguita poi nella Moskowitersaal sotto la direzione di Wilhelm Taubert che andò a rimpiazzare Meyerbeer ormai malato.
In quanto parte del castello, la chiesa venne devastata dai bombardamenti che colpirono la città nel 1944 e dalla Battaglia di Königsberg del 1945, durante la Seconda guerra mondiale. I resti della chiesa vennero demoliti nel 1968 quando la città mutò il proprio nome in Kaliningrad, passando sotto l'amministrazione sovietica.

## Galleria d'immagini

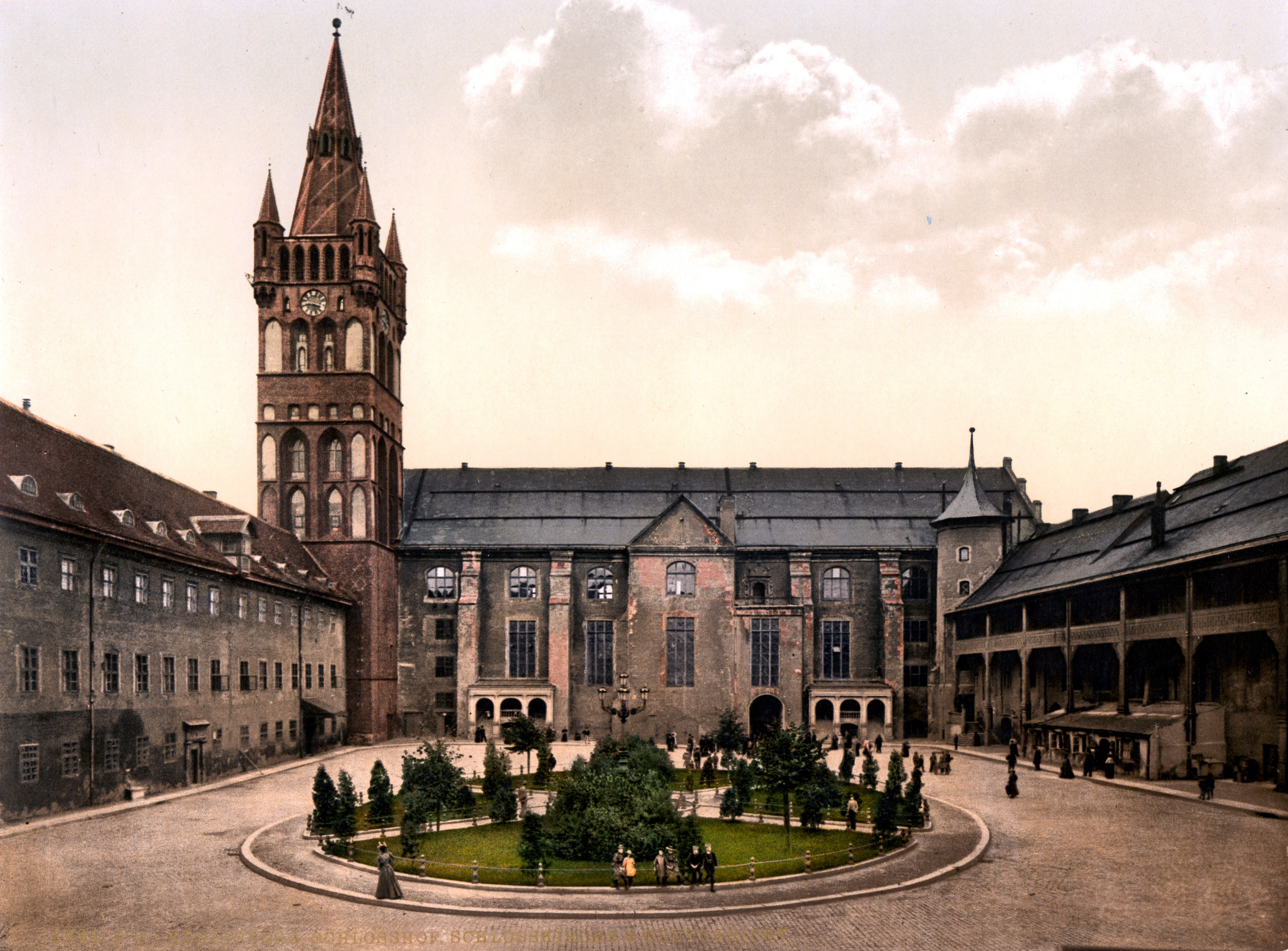
Il cortile interno del Castello di Königsberg con la Schlosskirche
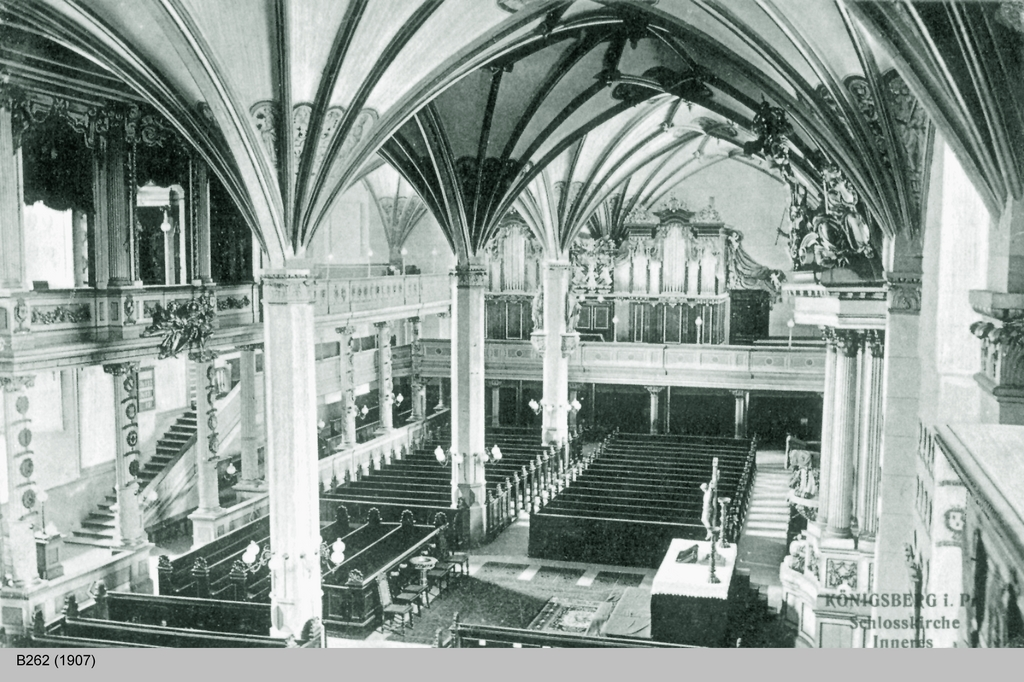
L'interno della chiesa
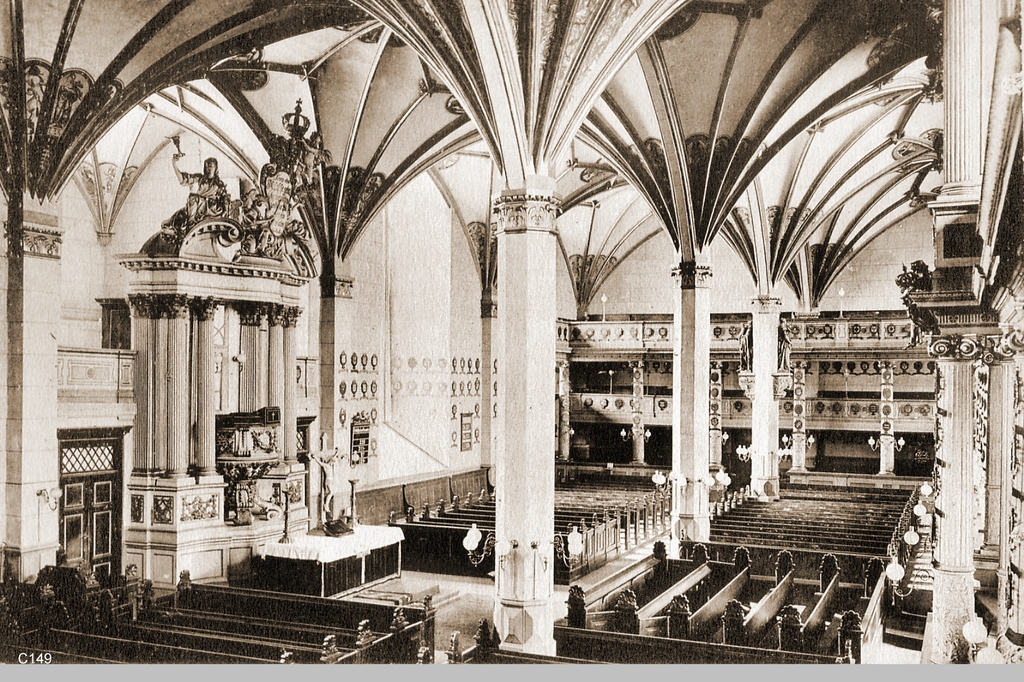
L'interno della chiesa
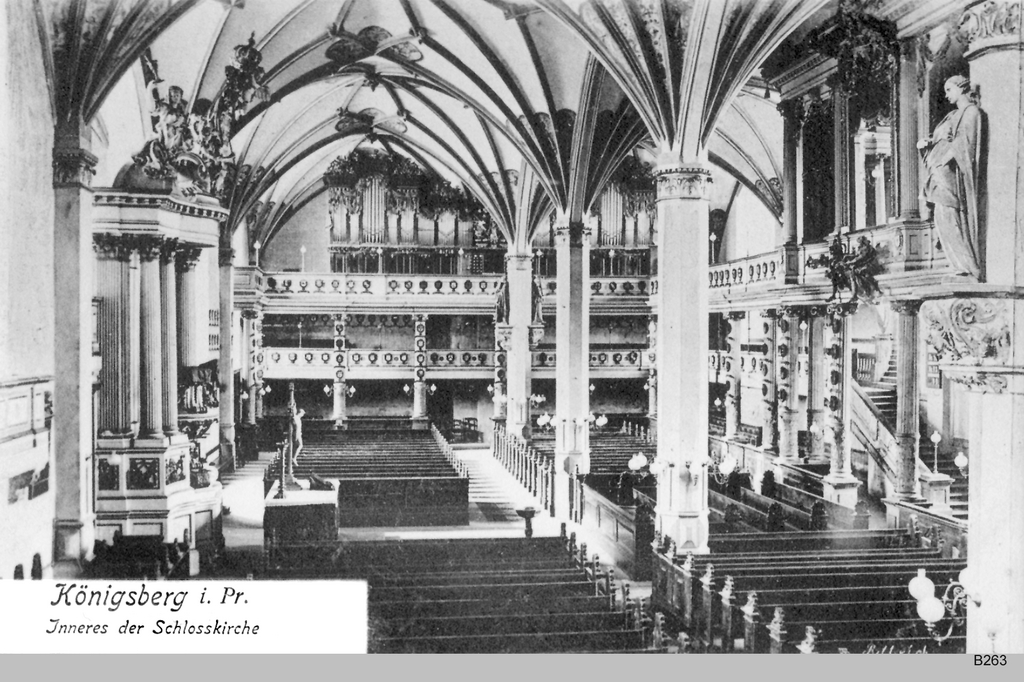
L'interno della chiesa